# Thanatus chorillensis
Thanatus chorillensis är en spindelart som beskrevs av Eugen von Keyserling 1880. Thanatus chorillensis ingår i släktet Thanatus och familjen snabblöparspindlar.
Artens utbredningsområde är Peru. Inga underarter finns listade i Catalogue of Life.